# Lexenrieder Kapelle

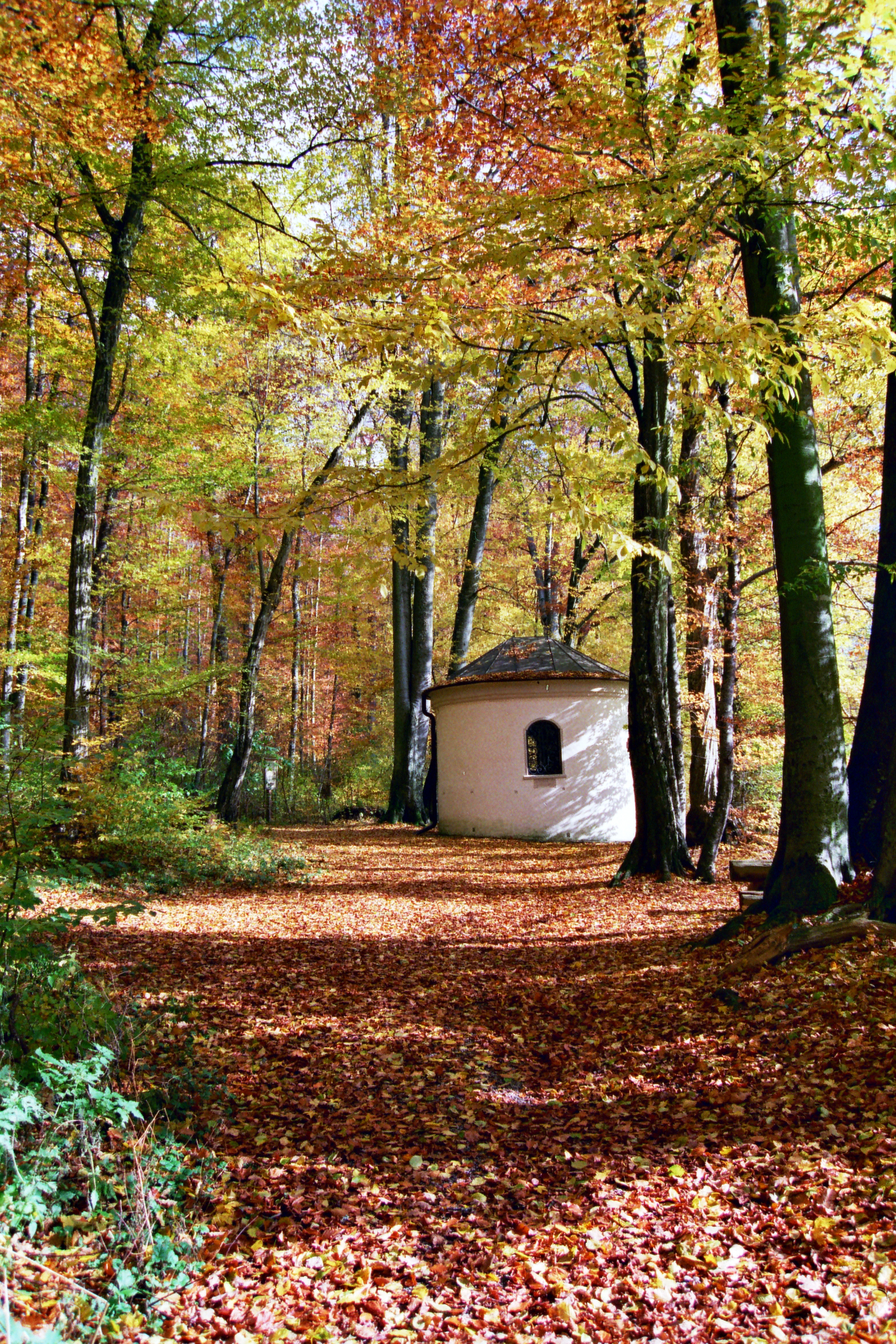
Blick auf die Lexenrieder Kapelle von Westen

Die Lexenrieder Kapelle ist eine kleine Kapelle im Wald südlich des Krumbades bei Krumbach (Schwaben).

## Kapelle
Die Lexenrieder Kapelle ist ein von außen schlichter ovaler Bau von 1772. Im Inneren befindet sich ein Deckenfresko von Jakob Fröschle, das in einer durchbrochenen Kuppelarchitektur eine von Engeln getragene Mariendarstellung zeigt. Am Altar ist ein Gnadenbild aus dem 18. Jahrhundert zu sehen. Hinter dem Altar ist ein weiteres Fresko von Jakob Fröschle, das man aber erst während der Renovierung in den Jahren 2006 bis 2008 wieder freilegte.
Die Vorgängerkapelle des heutigen Baus gehörte ursprünglich zu dem abgegangenen Ort Lexenried.

### Renovierungen
- 1949: Während dieser Renovierung wurde das untere Mauerwerk trockengelegt. Im Zuge dessen wurden alte Fresken übertüncht und im unteren Bereich sogar ganz entfernt. Außerdem wurde ein neuer Altar angeschafft und das Gnadenbild mit einem Strahlenkranz aus Blattgold umgeben.[1]
- 1968: Wegen Fehlern bei der Renovierung knapp 20 Jahre zuvor musste das Mauerwerk erneut trockengelegt werden[1]
- 2006–2008: Während dieser zwei Jahre wurde die Kapelle grundlegend renoviert und wieder in den „Urzustand“ zurückversetzt, wozu bis zu acht Farbschichten entfernt werden mussten. Wieder war Feuchtigkeit im Mauerwerk ein Problem und das Dach wurde neu gedeckt[1].

### Sonstiges
Durch die Orkane Vivian und Wibke Ende Februar 1990 wurden in unmittelbarer Umgebung der Kapelle einige alte Buchen entwurzelt. Dass diese Bäume die Kapelle nicht trafen, sondern jeweils wenige Meter links und rechts der Kapelle lagen, war fast nicht zu glauben.

## Der abgegangene Ort Lexenried
Lexenried wurde im Jahr 1145 erstmals urkundlich erwähnt. Der Name Lexenried wird gedeutet als „Rodung an der Grenze“, da es wohl an der Grenze des Herrschaftsbereichs der Ritter von Ellerbach zum Herrschaftsbereich Hohenraunau lag. Dass die Siedlung mehrere Jahrhunderte existiert haben muss, kann man daraus schließen, dass das Krumbad lange Zeit „Bad zu Lexenried“ (auch in der Schreibweise: Bad zu Lechsenried) genannt wurde, beispielsweise im Jahr 1418, als das Krumbad vom Reichskloster Ursberg gekauft wurde. Ob es nur ein Landgut war oder ein kleines Dorf, ist genauso unbekannt, wie der Zeitpunkt, an dem der Ort abgegangen ist.

## In der Nähe

### Kreuzweg im Wald südlich der Lexenrieder Kapelle
Koordinaten: 48° 14′ 0,6″ N, 10° 23′ 31,2″ O

Ungefähr ein Kilometer südlich der Lexenrieder Kapelle befindet sich in dem Waldgebiet Bei den Stationen nahe der Quelle des Weihergrabens ein Kreuzweg und eine kleine, aus Holz gebaute Lourdes-Kapelle. Beides, Kapelle und Kreuzweg stammen aus der Zeit um 1900. Um das Jahr 2000 wurden die 14 Stationen des Kreuzweges restauriert.